# 艾希特大學

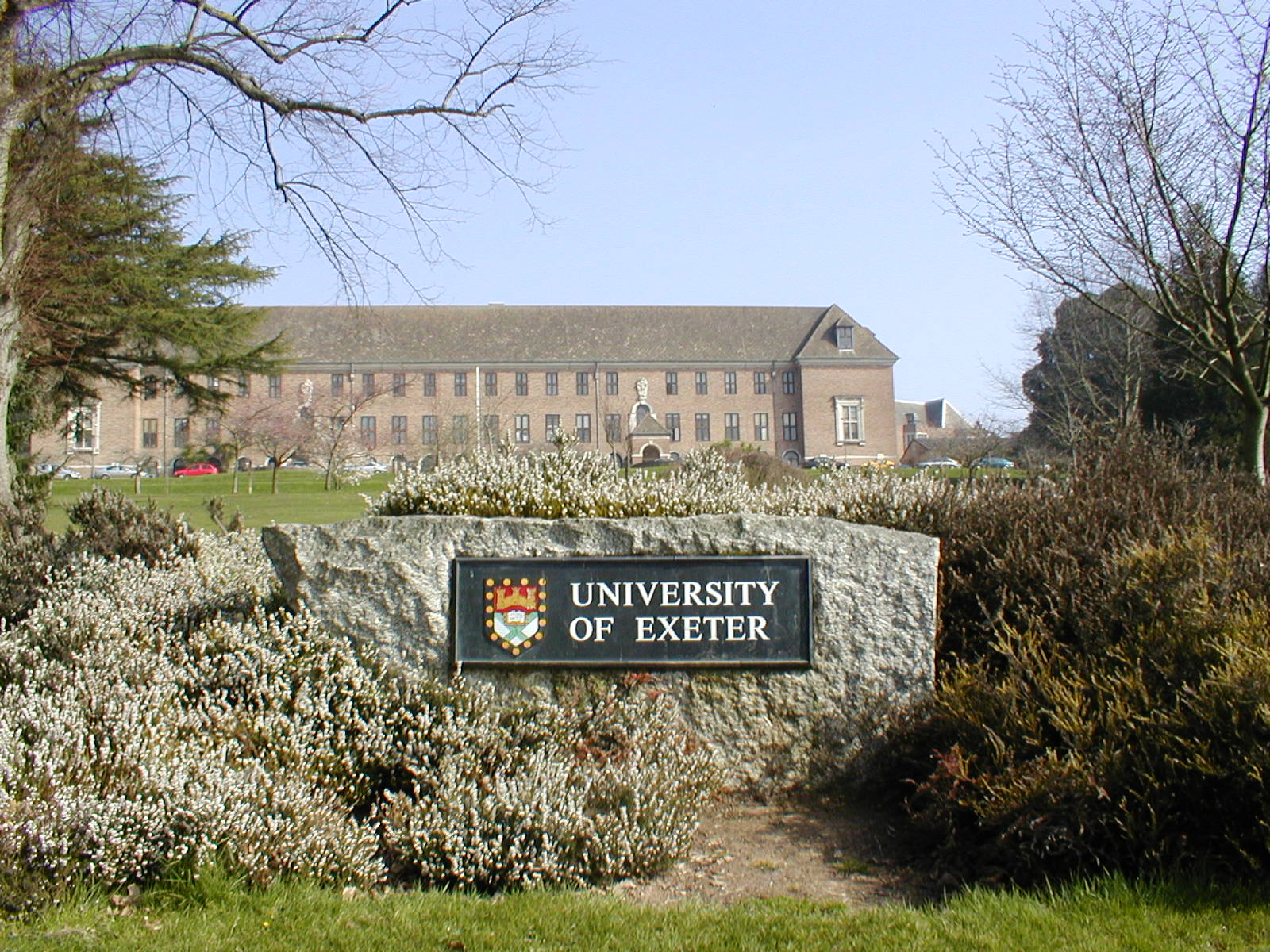
艾希特大學

艾希特大学（英語：University of Exeter）為英國頂級大學之一。大學前身為1900年成立的「皇家亞伯特紀念學院」（Royal Albert Memorial College）和1922年創校的「西南英格蘭大學學院」（University College of the South West of England）。於1955年獲得皇家特許，正式升格為大學。大學位於英國西南部德文郡艾希特。艾希特大學曾是英國大學「1994年集團」成員之一。2012年3月12日，艾希特大学退出1994年集團，加入有英國常春藤聯盟之稱的羅素集團。艾希特大學，跟英格蘭西南部巴斯大學、布里斯托大學，以及威爾斯的卡地夫大學組成 GW4 聯盟。這個由四所研究型大學組成的聯盟於2013 年1月成立，旨在加強研究合作和創新。2023年，GW4 聯盟，聯同惠普、NVIDIA 和 Arm，獲得英國研究與創新組織撥款1,000 萬英鎊，用於開發 Isambard 3 超級電腦，用作人工智慧和高效能運算。該電腦已於2024年12月正式運作。

## 位置

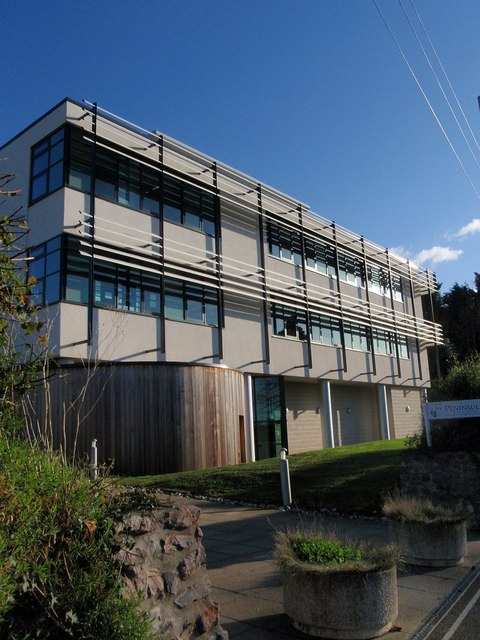
Peninsula Medical School,
St Luke's Campus

艾希特大学位於英國西部城市艾希特 (Exeter)，距離倫敦約2.5小時火車車程。艾希特是一個治安良好、消費價格合理和綠化的城市。艾希特大学Streatham主校園擁有超過250英畝的公園。校園主校園距Exeter市中心只需10分鐘步行。
1. 校區 ()：校本部，鄰近艾希特市中心，包括商學院、法學院等科系，均在此校區上課。
2. 聖路克校區(St Luke's campus)：鄰近艾希特市中心，教育學院及體育學院在此校區上課。
3. 校區()：位於康沃爾郡。

## 歷史
艾希特大学的成立是經過幾所學府合併而成。早於1851年，當時在艾希特市舉行了一場展覽會，引起了公眾對藝術和科學的興趣，隨後在1855年創立了"艾希特藝術學校"(Exeter School of Art)。及後1863年成立了"艾希特科學學校"(Exeter School of Science)。上述兩所學府於1900年合併成"皇家亞伯特紀念學院"(Royal Albert Memorial College)，並於到1922年它成為了"西南英格蘭大學學院"，現址這就是今天艾希特大学的Streatham校區。學院於1955年獲得皇家特許，升格成為艾希特大学。艾希特大学現有全日制學生25,000多名(2019/2020)，其中有來自130個國家和5400多名來自非英国/歐盟的留學生。

## 現有結構
艾希特大学一共有17所學院，專長學科包括商科、藝術、牙醫、教育、工程、法律、醫學、科學、人文學科、社會科學及運動科學，各學院均提供各種學士及碩士或課程。教育學院為全國第二大，而科學及工程學院則受益於歐洲研究及發展輔助機構（European Research and Development Assistant Institute）。

## 開設課程

### 阿拉伯與伊斯蘭研究中心(IAIS)
阿拉伯語、阿拉伯語與伊斯蘭教研究、中東研究、法語與阿拉伯語、西班牙語與阿拉伯語；

### 生物學研究學院
生物學、生物學與地理學、生物化學與醫學化學； 

### 商學院
商業與財務、商業與管理、經濟與金融、經濟與統計、管理與統計、經濟與政治、財務數學、市場營銷、工商管理、會計與金融；

### 礦冶研究院
礦物地質學、工業用岩石和礦石、礦物工程、採礦工程； 

### 化學學院
化學、生物化學和醫學化學、考古學和化學、化學和法律； 

### 古代歷史和技術學院
古代歷史、神學研究、希臘與羅馬歷史研究、考古學、英語和希臘語與羅馬歷史的研究、法語和希臘語與羅馬歷史的研究、法語和拉丁文、希臘與羅馬歷史和意大利的研究； 

### 戲劇和音樂學院
戲劇、音樂、音樂與法語、音樂與德語、音樂與意大利語、音樂與俄語、音樂與西班牙語； 

### 教育學院
教育心理學、語言教學、成人繼續教育； 

### 工程與計算機科學學院
自動化系統、生物信息學、工程與管理、產品工程； 

### 英語研究學院
英語研究、英語與歐洲發展、英語與藝術、英語與希臘和羅馬歷史、英語與法語、英語與德語、英語與意大利語、英語與俄語、英語與西班牙語； 

### 地質與考古學學院
考古學、考古學與歐洲歷史、地理學、地理與歐洲歷史、古代歷史與考古學、考古學與化學； 

### 歷史、政治與社會學研究學院
歷史與經濟和文化、經濟與政治、法律與社會、政治與社會、歷史與古代歷史； 

### 法學院
法律與歐洲歷史、法律與社會、法律與化學、法律； 

### 數學科學學院
基礎數學與應用數學、數學與統計、數學與財務、數學與計算機科學、數學與經濟； 

### 現代語言學院
法語、德語、意大利語、西班牙語等； 

### 物理學院
物理與醫學上的應用、理論物理、物理與實驗、物理與量子理論； 

### 醫藥與健康科學學院
鍛煉與運動科學； 

### 心理研究學院
心理學研究、感性科學、心理學與歐洲研究。

## 排名
艾希特大學在2021年度QS世界大學排名上位居世界第154位，在2021年度泰晤士高等教育世界大學排名上位居世界第141位，在2020年度上海交通大學的世界大學學術排名上位居151-200位，在2020年度萊頓大學CWTS全球大學學術排行上位居第376位。
艾希特大學在2014年英國官方的科研水平評估（REF）上位居全英第13位。
該校近幾年在泰晤士報（TIMES）等英國媒體發佈的各大英國大學排名中稳定在10名上下。

## 學校設備
艾希特大学網路設備完善，可供24小時上網，宿舍內亦可連結至學校網路，其他設施如餐廳及學生活動空間、運動設備一應俱全。
艾希特大学剛完成的一億四千萬英鎊的擴充計畫外，也計劃陸續再投入四億五千萬英鎊來加強大學的軟硬體設備。已經完成更新的Streatham主校區中央圖書館全年開放，圖書館裡擁有多媒體設備和私人閱讀與團體討論室，並有無線上網覆蓋。
艾希特大学亦提供了碩士博士生專用的交誼室(Common Room)、電腦室等。
艾希特大学的設備還包括全年開放的電腦中心、資訊科技和學習支援服務。國際學生有免費的英文課程輔導，學校還提供國際學生諮詢、健康中心等。The Works 就業中心則提供學生工作資訊、企劃、工作技能訓練。

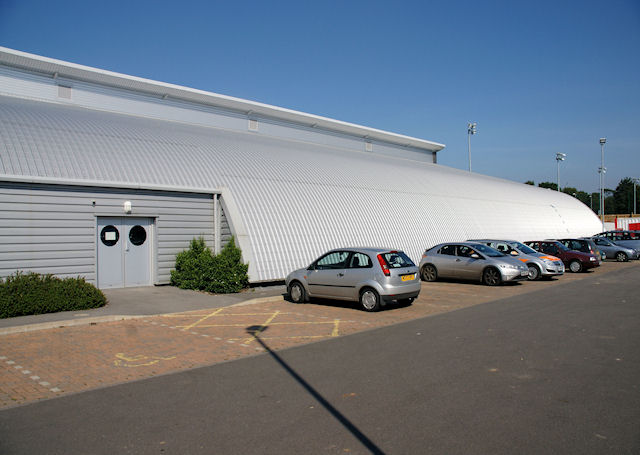
艾希特大學中的艾希特網球中心

## 住宿
艾希特大学擁有不同類型的宿舍提供給學生選擇，有給本科生的連膳食住宿，也有給本科生或研究生的一般宿舍。大學宿舍所提供的房間有一般房間，套房，還有公寓式單位。大學了解研究生與本科生生活作息上的差異，因此在安排上都會盡可能分開。而由於大學採行的保證政策，因此研究生宿舍通常都是國際學生才能得到。
學校宿舍分別有Hope Hall、Kilmorie、Mardon Hall、Lopes Hall、St Luke's Hall、The Birks Halls、The Duryard Halls。

## 著名校友
作家與藝術家
- J·K·羅琳：作家（哈利·波特作者）

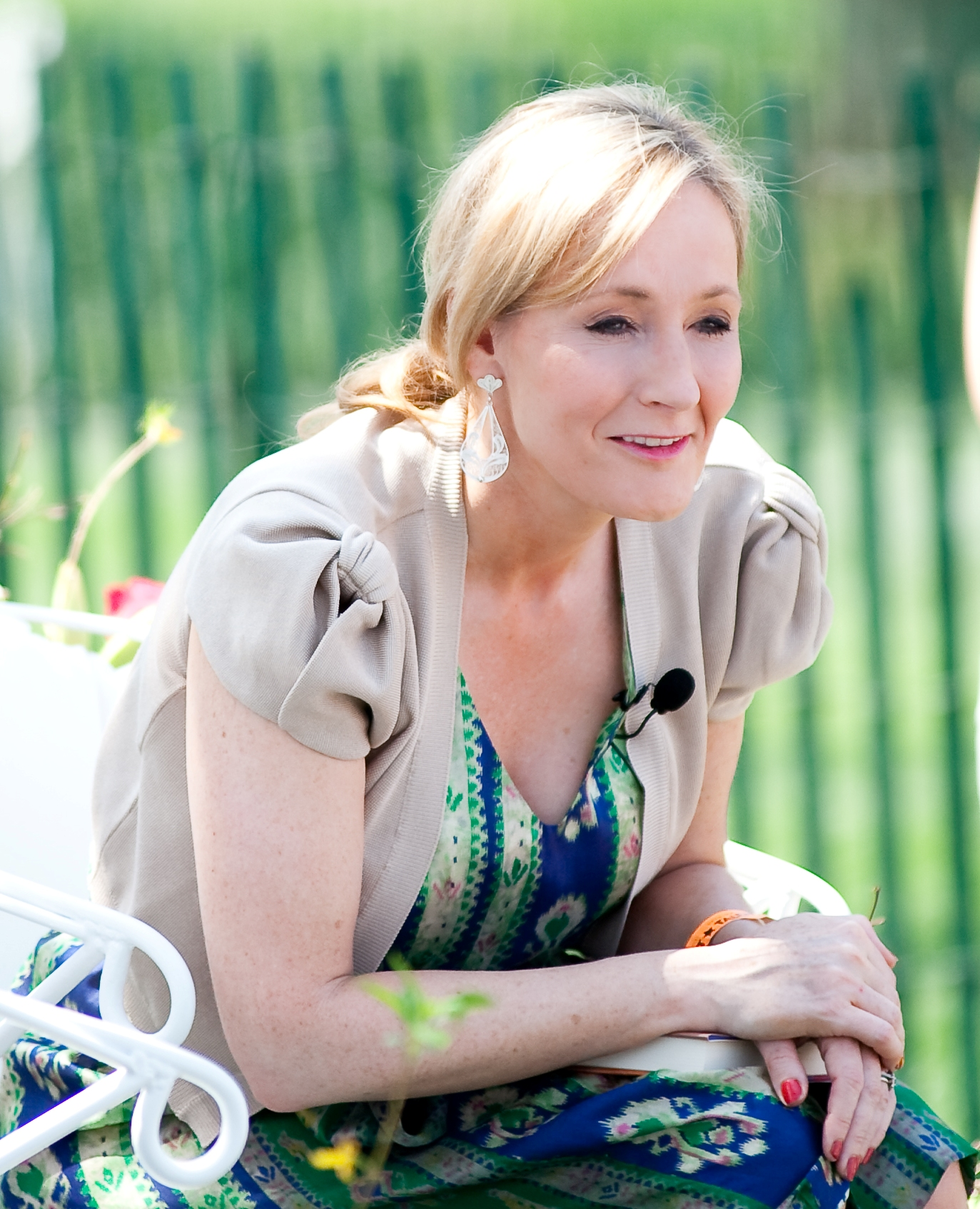
J. K. Rowling, OBE, FRSL

- Stanley Donwood：（藝術家兼作家）
- John O'Farrell：（作家）
- Marcus D. Gregio：（莎士比亞研究學者）
- Roger Nash：（哲學家兼詩人）

政治 
- James Brokenshire：（保守黨國會議員）
- David Burrowes：（保守黨國會議員）
- Martin Cauchono：（前加拿大法官）
- Michael Frendo：（马耳他外长）
- 彼得·菲利浦斯：（伊利莎伯二世和菲臘親王的皇孫）
- 扎拉·菲利普斯：（安妮公主與其前夫馬克·菲利普斯上尉的千金）
- 劉江華：（香港民政事務局局長，前香港行政會議非官守成員及沙田區區議員及立法會議員）
- 东姑赛夫鲁：（马来西亚银行家、投资者和企业家）

媒體與新聞工作者
- Toby Amies：（電視主持人）
- Nick Baker：（電視編劇）
- William BemisterWilliam Bemister：（新聞記者，為艾美獎製片得主）
- Lesley Collier：（電視主持人、製作人兼作家）
- 黃婉恩：（《2020香港小姐競選》十強佳麗）

演員與編劇
- Andre Bonifay：（編劇兼導演）
- Adam Campbell Jones：（演員）
- 史蒂芬·迪蘭：（演員）
- 凡妮莎·柯比：（演員）
- Jeremy Meadow：（劇場導演兼製作人）
- Nicholas Pegg：（演員兼導演）

音樂家
- Martin FieldingMartin Fielding：（音樂家兼唱片製作人）
- 湯姆·約克：（電台司令主音）
- Matthew Herbert：（英國的音樂家）
- Will Young：（英國的創作型歌手和演員）

學術
- Andrew D. Hamilton (安德鲁·汉密尔顿) (化学家，牛津大学校长)
- William Wakeham：（南安普敦大學校長）
- Ted Wragg：(教育家兼艾希特前教授(1978-2003))

## 外部連結
- 艾希特大學 （英語）
- 中文官网 （簡體中文）
- 艾希特大學的新浪微博